# Tangping
Tangping (kinesiska: 塘平) är en köping i sydöstra Kina. Den ligger i stadsdistriktet Yangdong i staden Yangjiang i provinsen Guangdong, omkring 180 kilometer sydväst om provinshuvudstaden Guangzhou. Antalet invånare är 39 302. Befolkningen består av 18 313 kvinnor och 20 989 män. Barn under 15 år utgör 16,0 %, vuxna 15-64 år 72 %, och äldre över 65 år 10,0 %.